# 圣博内堡
圣博内堡（法語：Saint-Bonnet-le-Château，法語發音：[sɛ̃ bɔnɛ lə ʃato]），法国中东部市镇，位于奥弗涅-罗讷-阿尔卑斯大区卢瓦尔省，隶属于蒙布里松区，其市镇面积为1.87平方公里，2022年1月1日时人口数量为1,457人，在法国城市中排名第6,944位。
圣博内堡位于卢瓦尔省西南部，福雷山腹地，是一个区域性的中心市镇，多条公路在此交汇。

## 地名来源

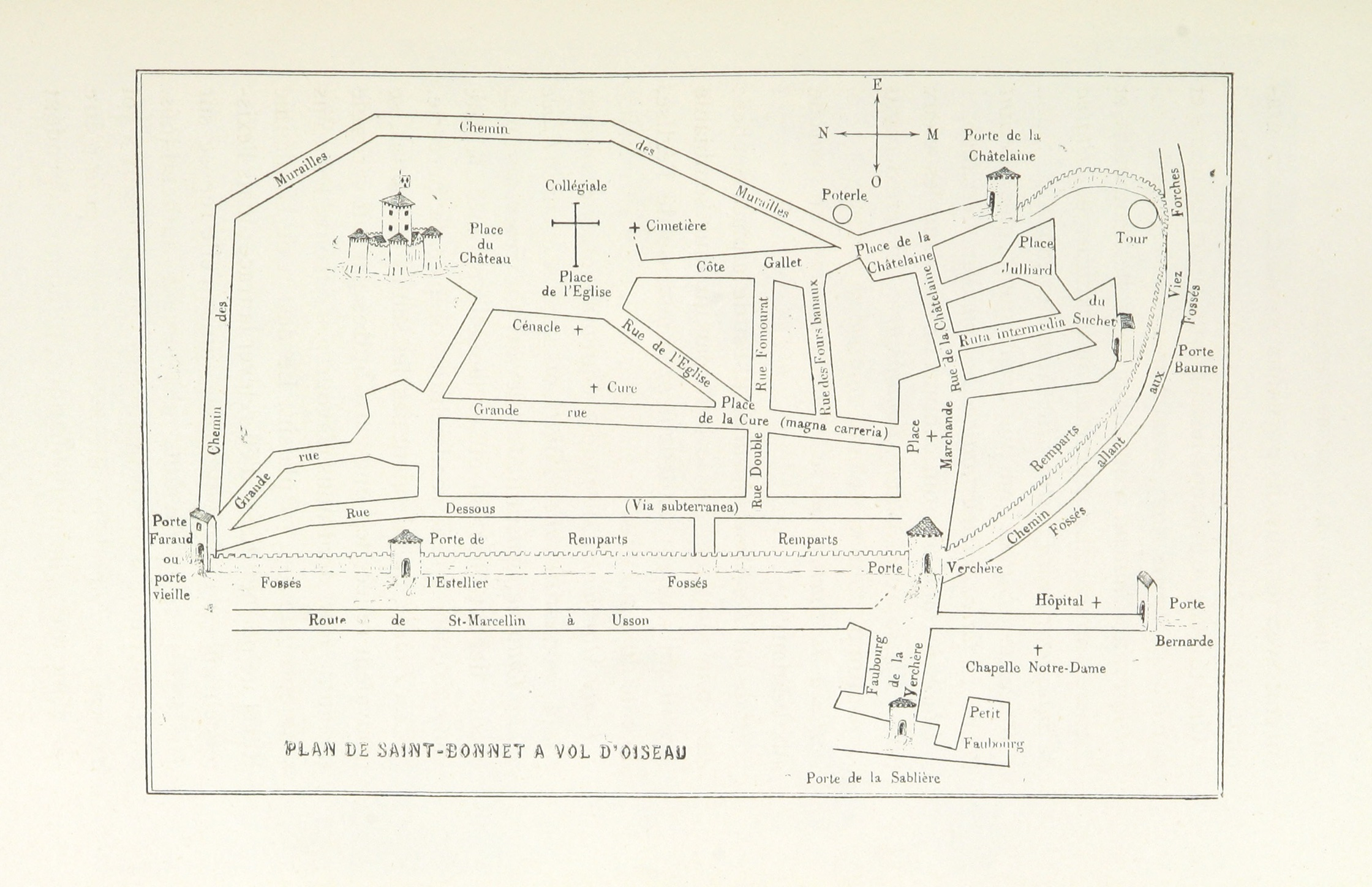
19世纪的圣博内堡地图

“Saint-Bonnet”一名来源于克莱蒙的博内，后者曾为克莱蒙主教。

## 历史
圣博内堡的早期历史尚不清楚。根据当地史学家雅姆·孔达曼的论述，圣博内堡早在高卢时期就已形成聚落。中世纪时，圣博内堡长期为福雷伯爵的一处领地，当地的圣博内大教堂始建于公元15世纪。法国大革命后，圣博内堡成为卢瓦尔省的一个市镇，彼时，当地的官方名称被共和派更名为“Bonnet la Montagne”，后于1801年恢复。工业革命期间，一条地方铁路曾由此通过，后于1969年关闭。

## 地理

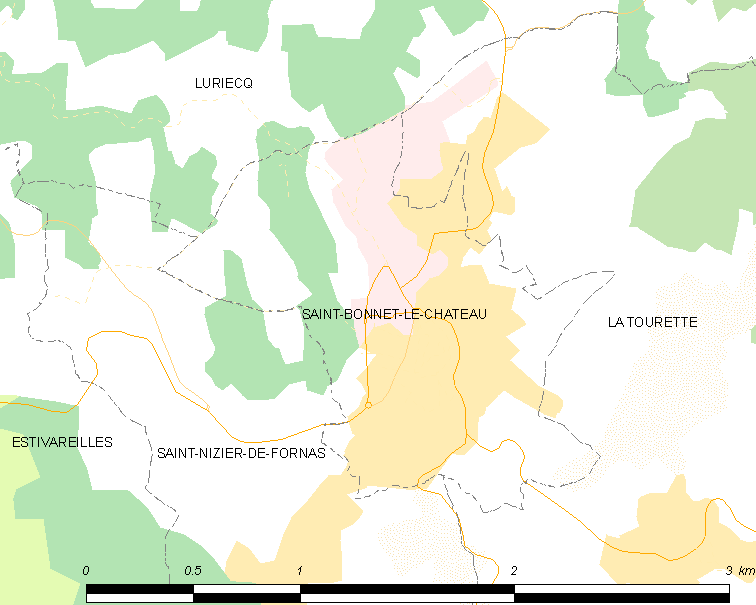
圣博内堡市镇范围地图

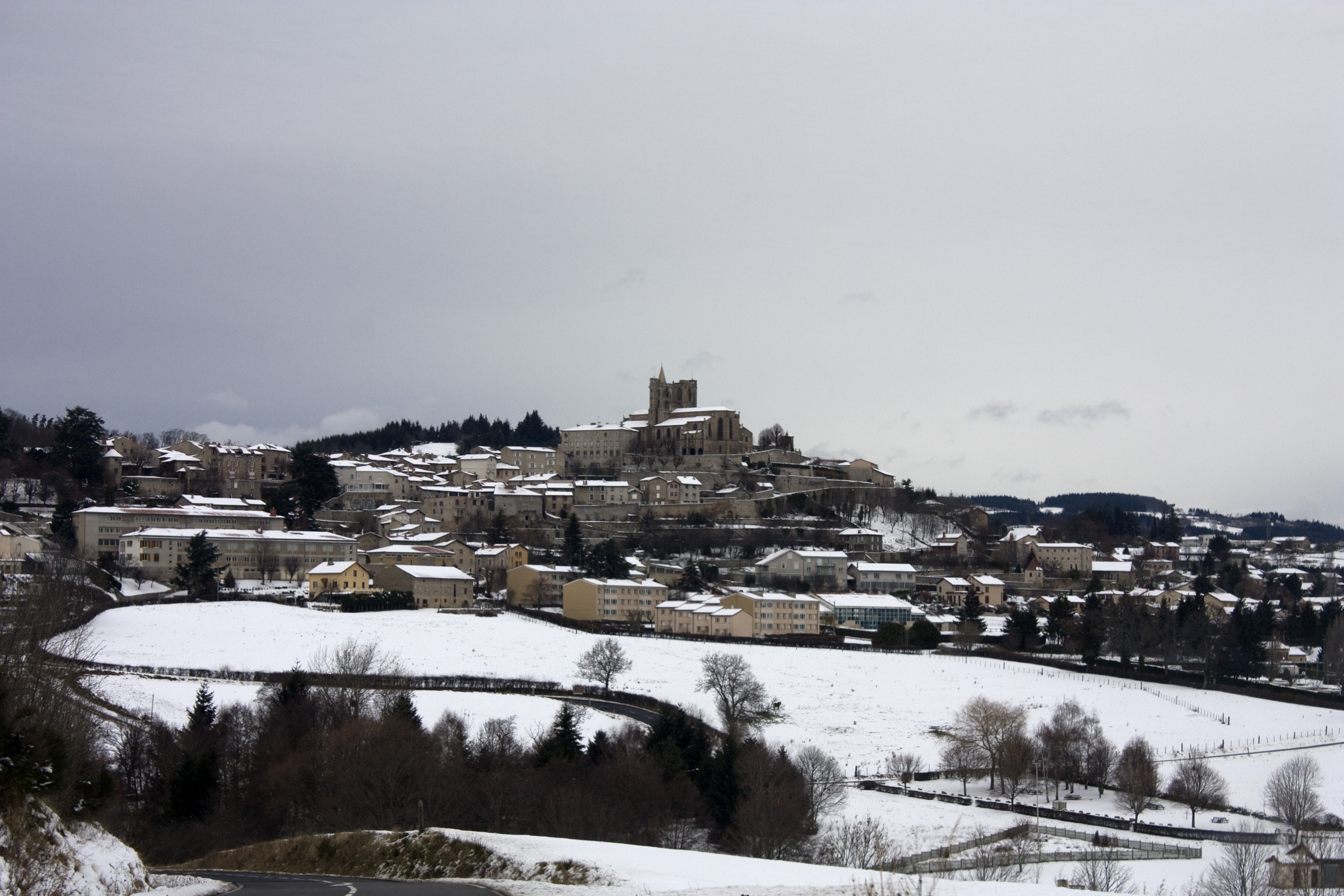
眺望雪中的圣博内堡

圣博内堡位于法国中东部，奥弗涅-罗讷-阿尔卑斯大区中西部和卢瓦尔省西南部，距离省会圣艾蒂安大约38公里。与圣博内堡接壤的市镇包括：吕列克、圣尼济耶德福尔纳、拉图雷特。

### 地形
圣博内堡位于法国中央高原中东部，福雷山东部腹地，境内以山地及丘陵为主，西高东低。市镇中心位于一处地势较为平坦的高地之上，东侧较为陡峭，全境海拔在779到952米之间。

### 水文
圣博内堡位于卢瓦尔河流域范围内，一条名叫“Villeneuve”的小溪自西向东流经市区南部。

### 植被
圣博内堡属于温带阔叶混交林区，林地多分布于坡地地区。
在鲜花城市的评比中，圣博内堡暂未被评级。

### 气候
圣博内堡在柯本气候分类法中属于带有温带海洋性气候特征的山地气候。

## 行政区划
圣博内堡的市镇编号为42204，邮政编号为42380。
在行政管理方面，圣博内堡隶属于法国奥弗涅-罗讷-阿尔卑斯大区卢瓦尔省蒙布里松区；在地方选举方面，圣博内堡隶属于圣瑞斯特-圣朗贝尔县，其市镇范围全境被划入卢瓦尔省第四选区；在社会管理方面，圣博内堡是卢瓦尔-福雷城市圈公共社区的组成部分。
法国国家统计与经济研究所（简称）在进行数据统计时，未将圣博内堡划入任何城市核心区、城市区及城市辐射区（）内。此外，还将圣博内堡市镇整体看作一个“块区”（IRIS），以便于统计人口分布情况。

## 交通

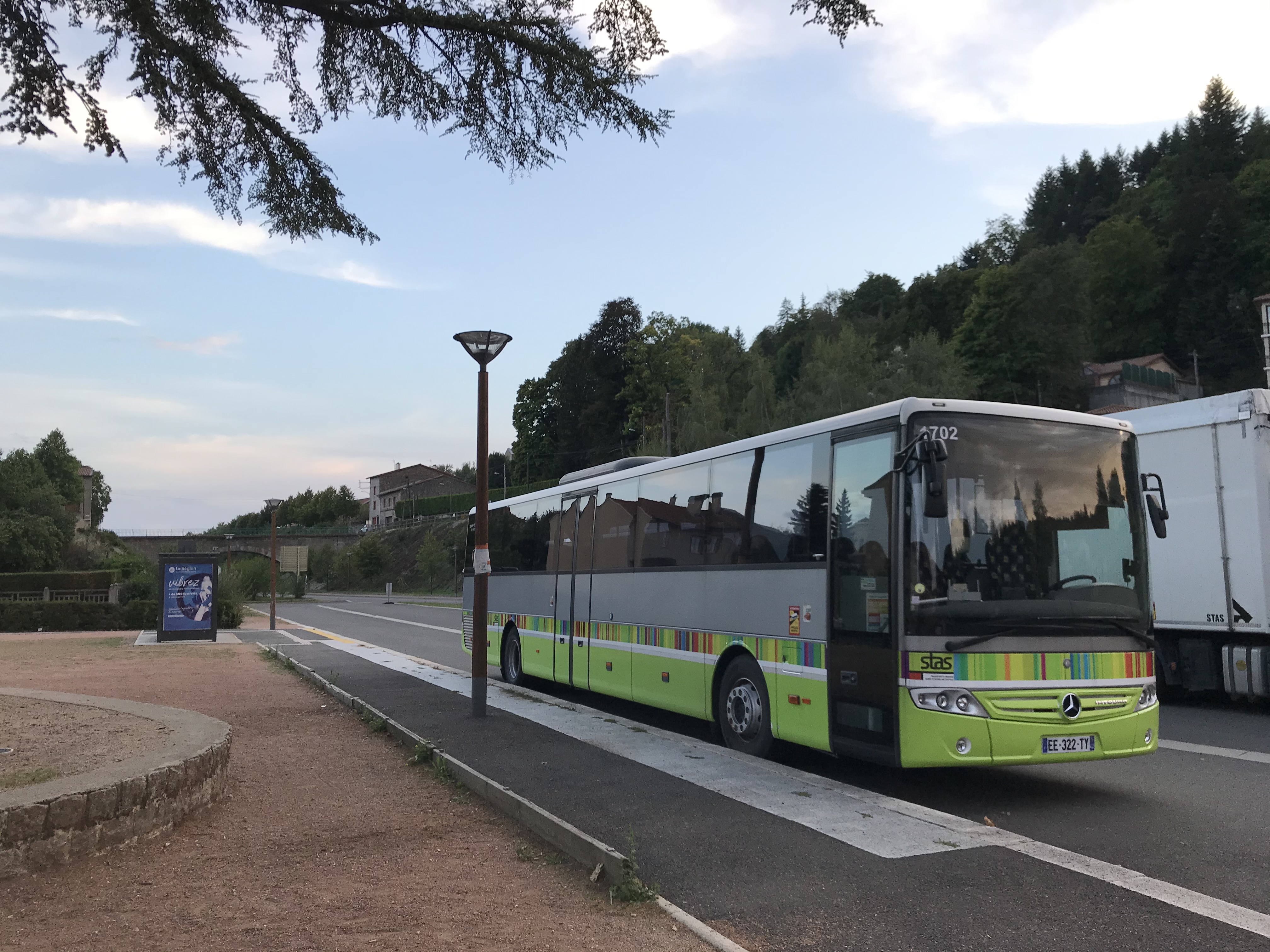
圣博内堡的一辆长途巴士

### 公路
多条卢瓦尔省省道在圣博内堡境内交汇，奥弗涅-罗讷-阿尔卑斯大区下属的城际客运提供巴士线路，可前往圣艾蒂安、蒙布里松以及阿尔宗河畔克拉波讷。
2018年，57.2%的圣博内堡家庭拥有至少一辆私人汽车。2018年，圣博内堡境内共发生各类交通事故1起，造成1人受伤。
| 9b | 25 |

| 圣艾蒂安 | 39 |

| 昂德雷济约-布泰翁 | 24 |

| 菲尔米尼 | 25 |

| 阿尔宗河畔克拉波讷 | 27 |

| 蒙布里松 | 28 |

| 邦松 | 19 |

### 铁路
圣博内堡位于邦松－桑巴代勒铁路上，该铁路已于1969年关闭。
距离圣博内堡最近的运营中的客运铁路车站为18公里外的叙里勒孔塔勒站，该站停靠往返于圣艾蒂安和博安一线的区域列车。

### 航空
距离圣博内堡最近的民用航空站为里昂圣埃克絮佩里机场，距离圣博内堡市中心的公路里程约111公里。

### 城市公共交通
截至2022年11月，圣博内堡暂无城市公共交通系统。

## 政治

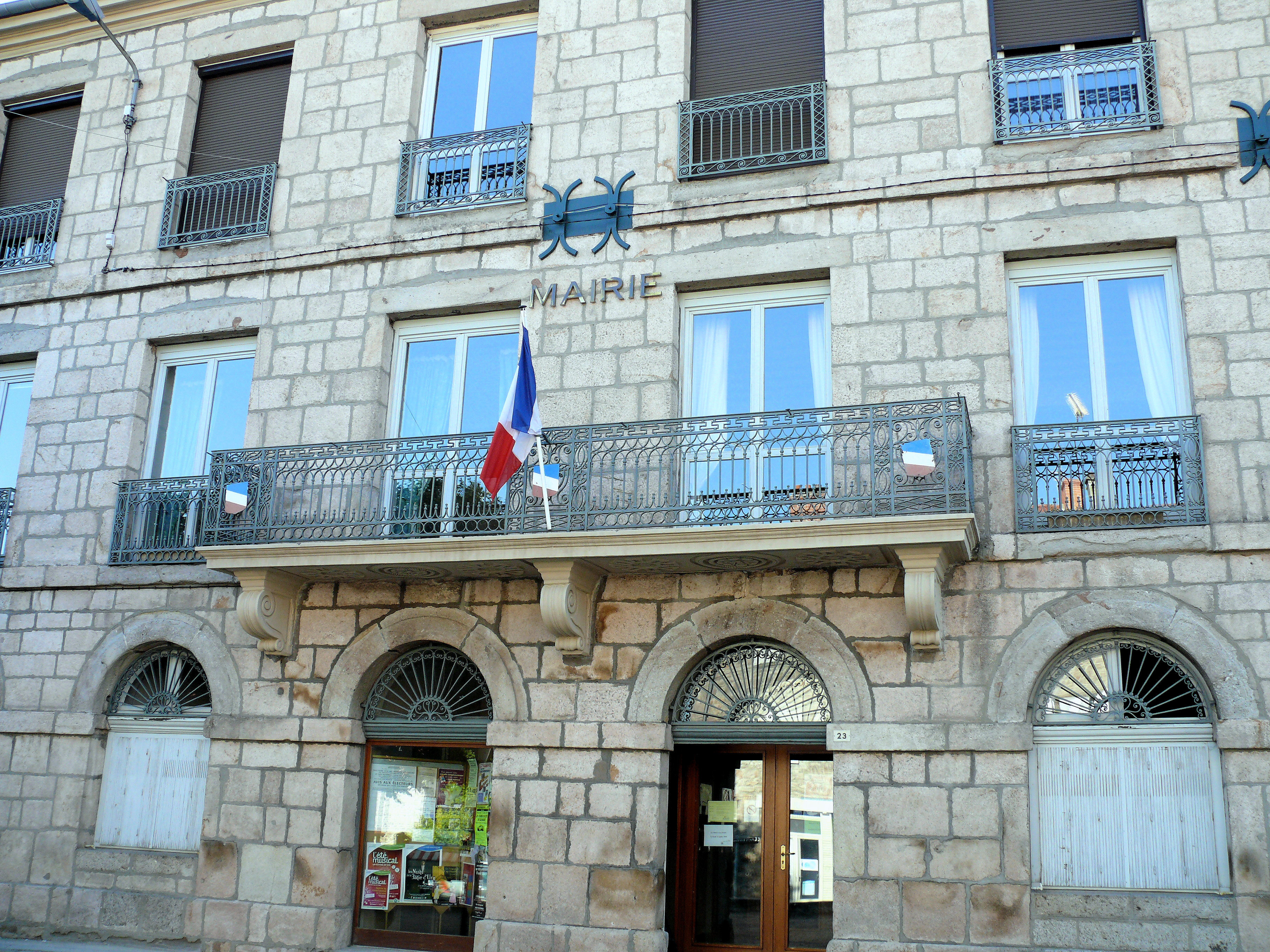
圣博内堡市政厅

圣博内堡的现任市长为帕特里克·勒迪厄先生（Patrick LEDIEU），他是一名无党派人士的一名成员，在2020年的市政选举中获得了100.00%的支持率（无其他候选人）。
在2022年的法国总统大选第二轮投票中，法国第25任总统埃马纽埃尔·马克龙在圣博内堡获得了57.5%的支持率。

## 人口
2019年，圣博内堡市镇人口数量为1,510，在法国排名第6,944位。其中男性687人，女性823人，75岁及以上人口占16.4%，外籍人口数量为72人，人口密度为807人/平方公里，当地的男性居民被称为或，女性居民被称为或。2020年，圣博内堡境内出生12人，死亡人口66人。
| 圣博内堡1901年－2019年人口变化情况 |
|                                    |
| 数据来源：Cassini、INSEE           |

## 经济
圣博内堡是一个区域性的中心市镇。截止2022年8月，圣博内堡市镇范围内共有各类用人单位（包含自雇）324家，平均历史为19年，均为中小型企业（PME），2022年9月至11月间，当地的经济活力指数为0.93%。（体育器材）、（燃料）及（手工艺木制品）是当地2021年营业额最高的三个企业，分别为25,641,100欧元、4,935,578欧元和1,676,709欧元。

## 财政与居民收入
2020年，圣博内堡的财政收入总额为1,576,100欧元，财政支出总额为1,396,160欧元，当年的债务总额为3,021,700欧元。2021年，圣博内堡市镇共获得197,104欧元的国家财政补助，比上一年增加了2.21%。
2020年，圣博内堡的人均月收入总额为1,558欧元，低于法国平均水平（2,303欧元）。
2018年，圣博内堡境内的青壮年（15至64岁）失业率为21.4%，当地40.0%的家庭拥有纳税资格，平均纳税1,258欧元，低于法国平均水平（3,910欧元）。

## 社会事务

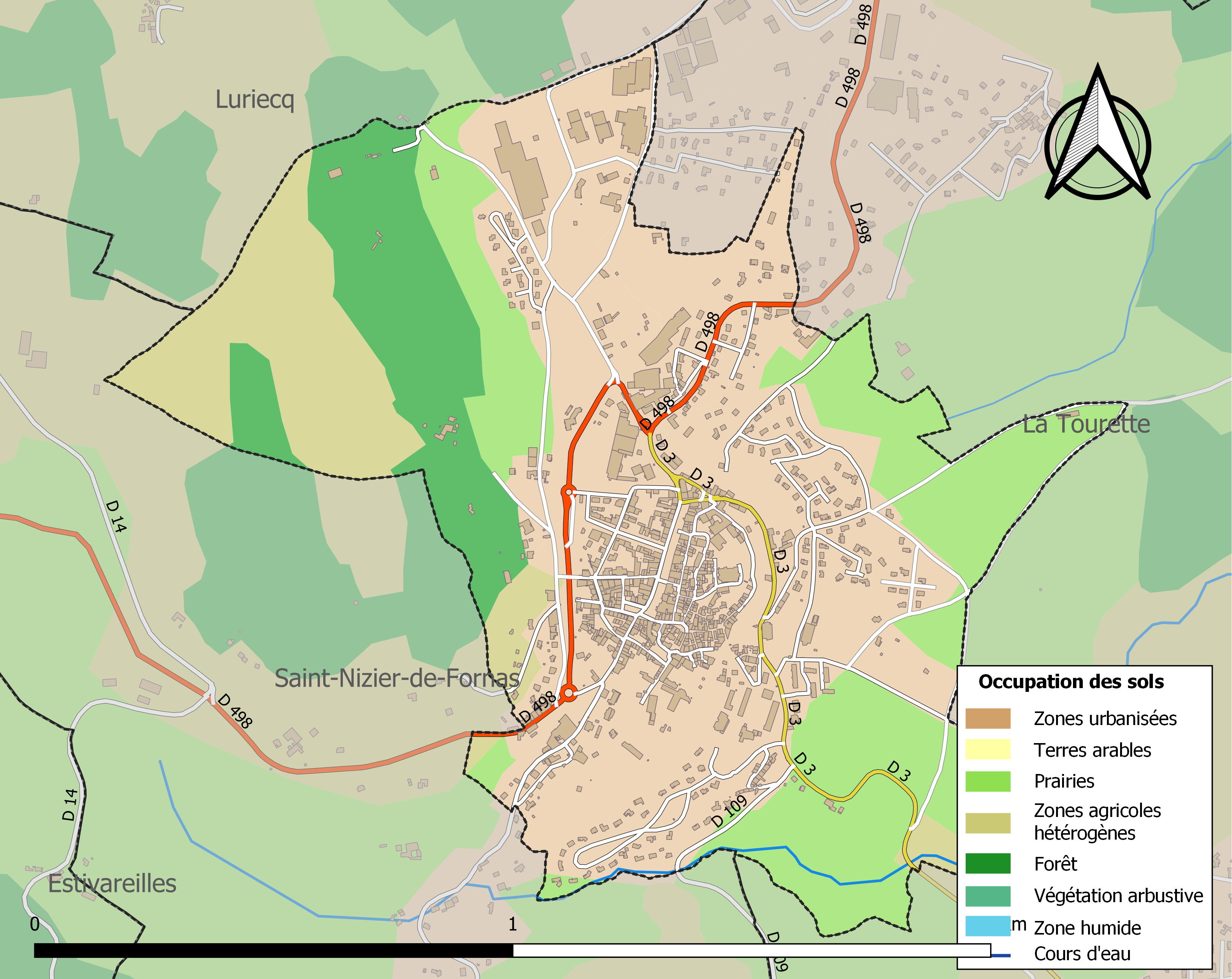
圣博内堡土地利用情况地图

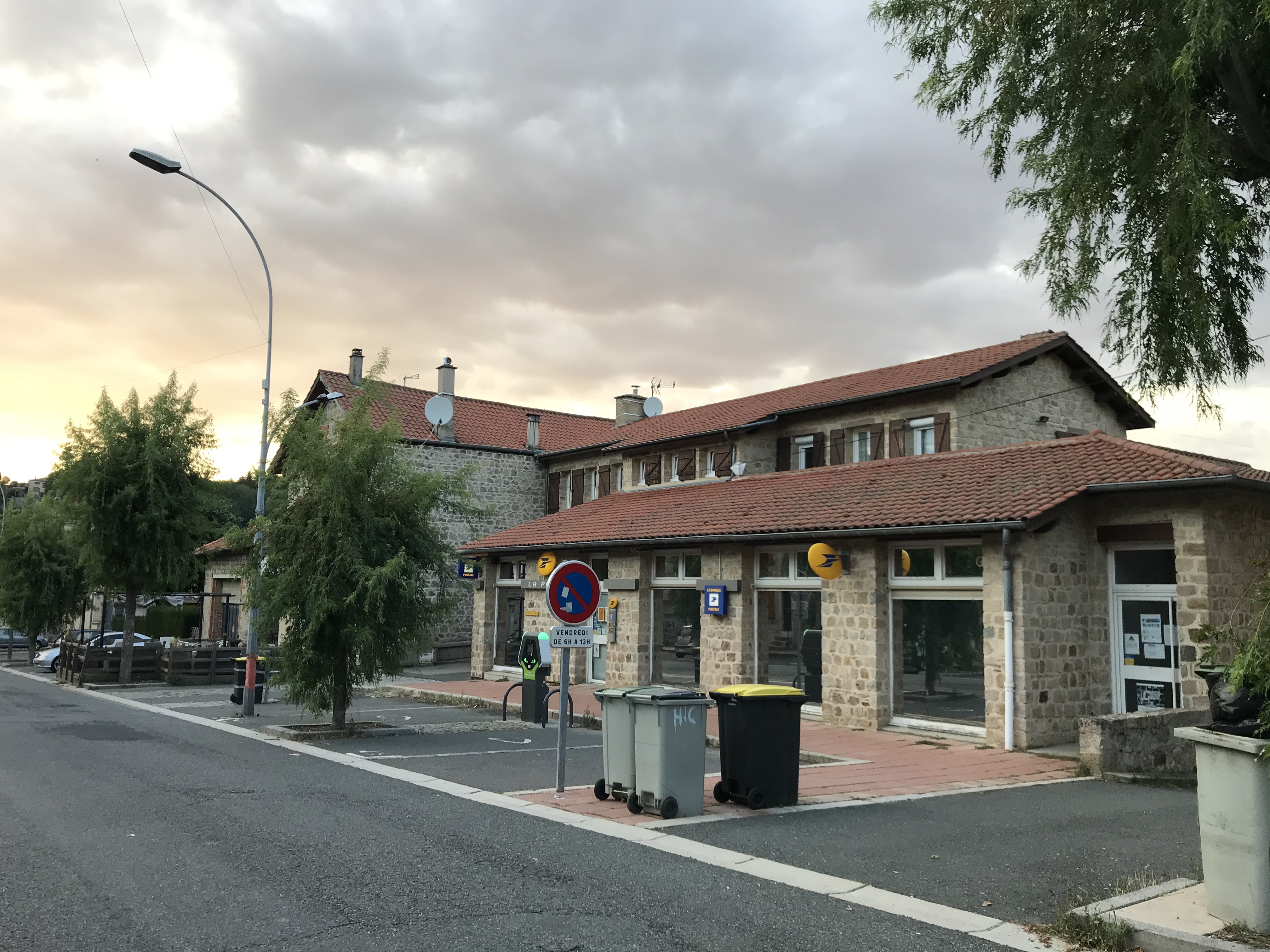
圣博内堡邮局

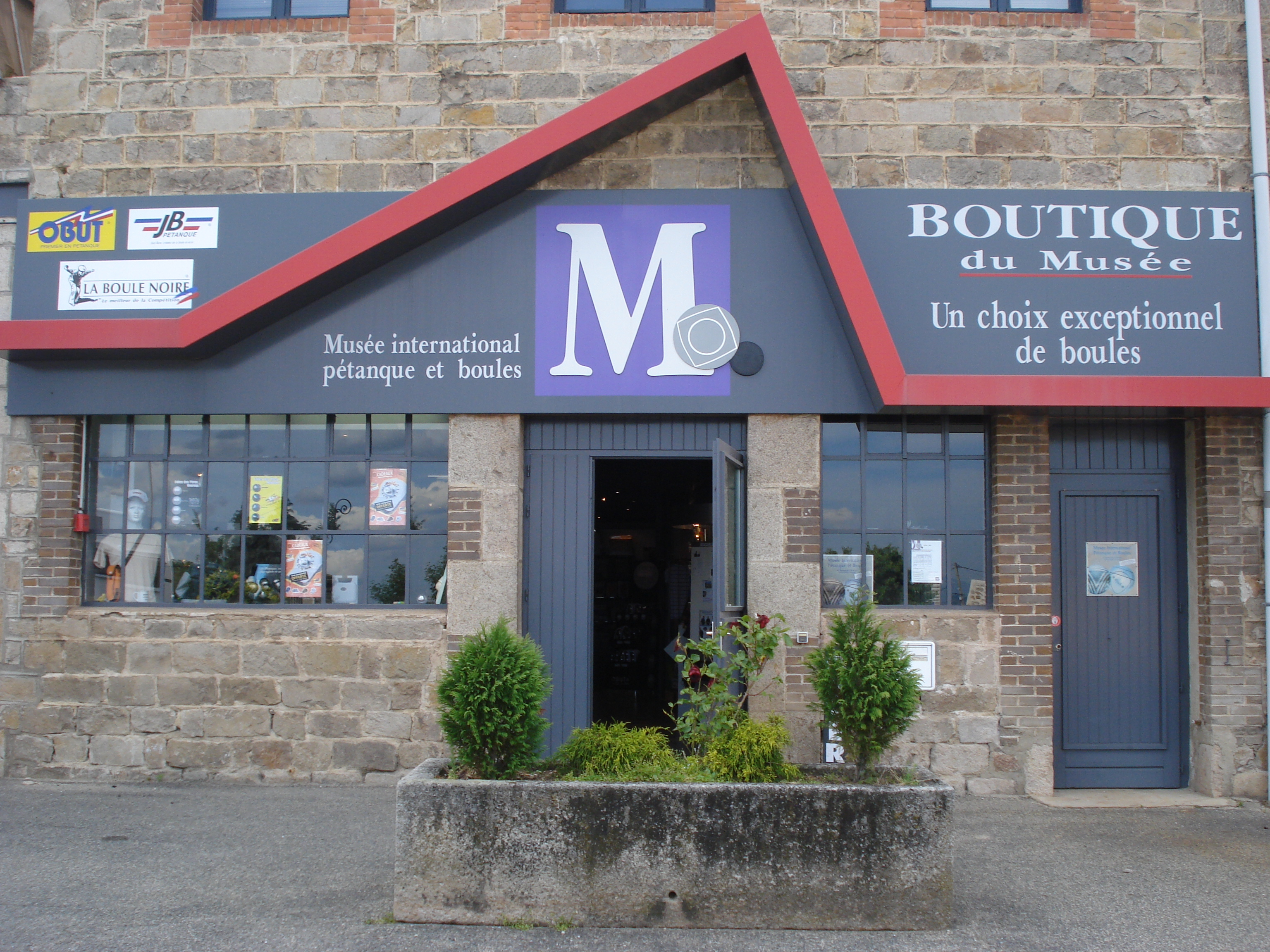
圣博内堡的铁球俱乐部

### 教育
圣博内堡属于里昂学区。截止2020年1月1日，圣博内堡境内共有2所小学和2所初级中学。2018至2019学年度，圣博内堡境内共有在校中等教育阶段学生714名。

### 医疗
截止2020年1月1日，圣博内堡境内共有全科医生2名、保健师4名、牙医1名、护士11名、助产士1名和妇科医生1名。境内共有药房1家、养老院2家。
圣博内堡中心医院（Centre Hospitalier de Saint-Bonnet-le-Château）是法国的一个区域性医疗机构，其主病区位于圣博内堡市区，设有床位130个，是当地规模最大的公立综合性医院。

### 住房
2018年，圣博内堡境内共有各类住房1,001套，其中45.8%为独立式居民区，53.9%为集中式居民区。常住房屋占圣博内堡市镇范围内居民建筑总量的71.8%。
在住房保障政策方面，2020年，圣博内堡境内共有201户家庭获得了住房经济补助，受益人数占总人口数量的13.2%，其中184份为房租补助。

### 商业
2019年，圣博内堡境内共有各类实体商铺77家，其中餐厅12家、面包房4家、肉铺2家、书店3家、装饰品店1家、银行门店4家、美容美发店5家、汽车维修店3家。市区以北的拉图雷特境内建有一家Super U购物商场。

### 体育
2020年，圣博内堡境内共有1间体育馆、1座综合体育场、2处网球场以及2处足球或橄榄球场。
截至2022年8月，南福雷体育联盟（Union Sportive Sud Forézienne，编号552011）是圣博内堡境内唯一的注册足球俱乐部，其主队2022至2023赛季参加卢瓦尔省足球联赛乙组（法国第十级别），其主场为乔治·佩拉尔迪球场（Stade Georges Pélardy）。

### 环境
圣博内堡的环境事务由其所属的卢瓦尔-福雷城市圈公共社区联合各级政府协调负责。2019年，圣博内堡境内共有1家污染企业。

### 治安
2019年，圣博内堡市镇范围内有1处宪兵队。
圣博内堡及其附近的共136个市镇是蒙布里松国家宪兵队（zone gendarmerie de Montbrison）的管辖范围。2020年，该宪兵队累计记录各类案件4,666起，其中盗窃类案件2,169起，经济类案件908起，毒品交易类案件216起。

## 文化
2020年，圣博内堡境内有1家电影院。圣博内堡市政府提供多媒体中心，每周三和六向公众开放。

### 建筑
圣博内堡境内有多处历史建筑，其中法国国家文物保护单位包括圣博内大教堂、乌尔苏拉会堂等。

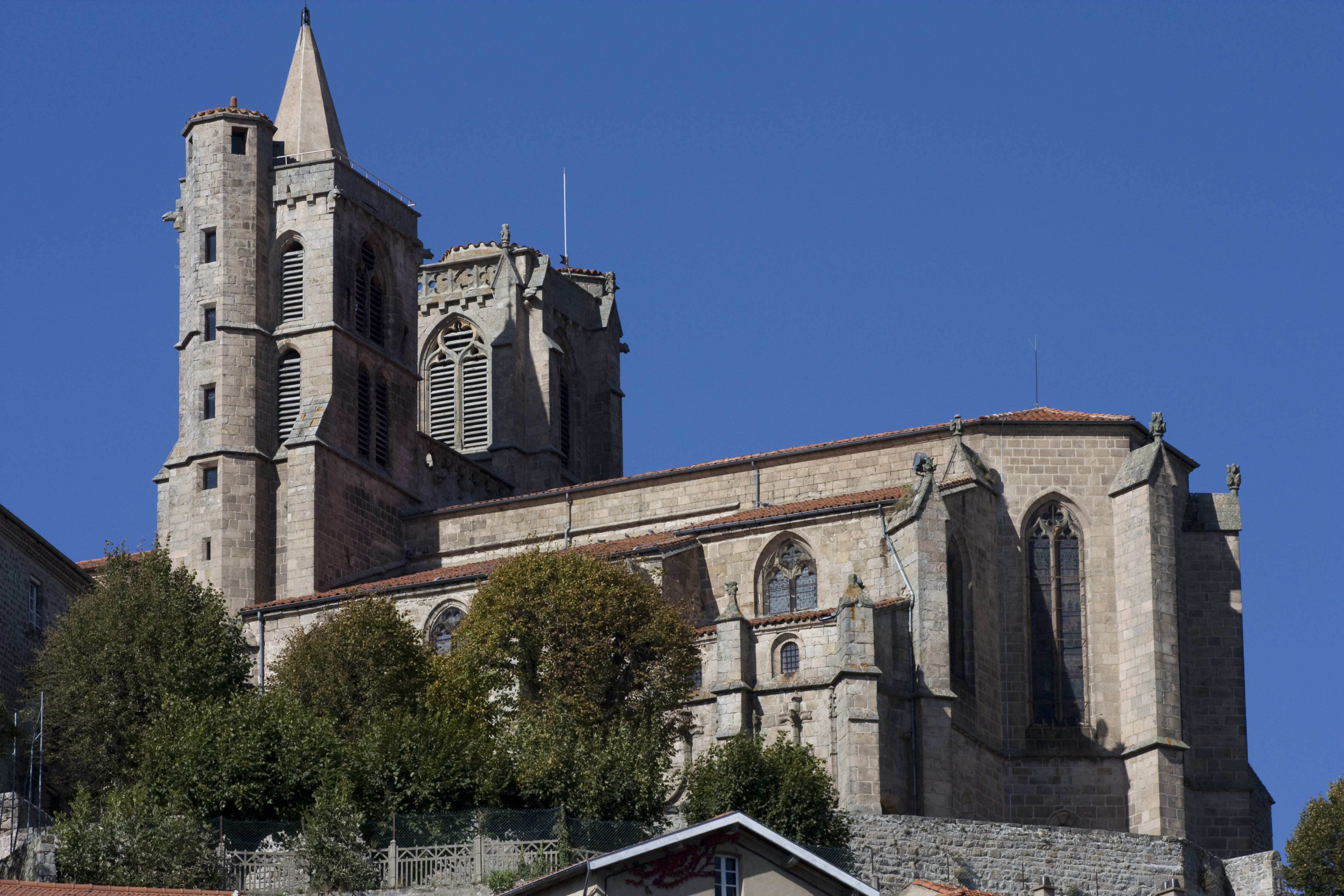
圣博内大教堂（法语：Collégiale Saint-Bonnet de Saint-Bonnet-le-Château）
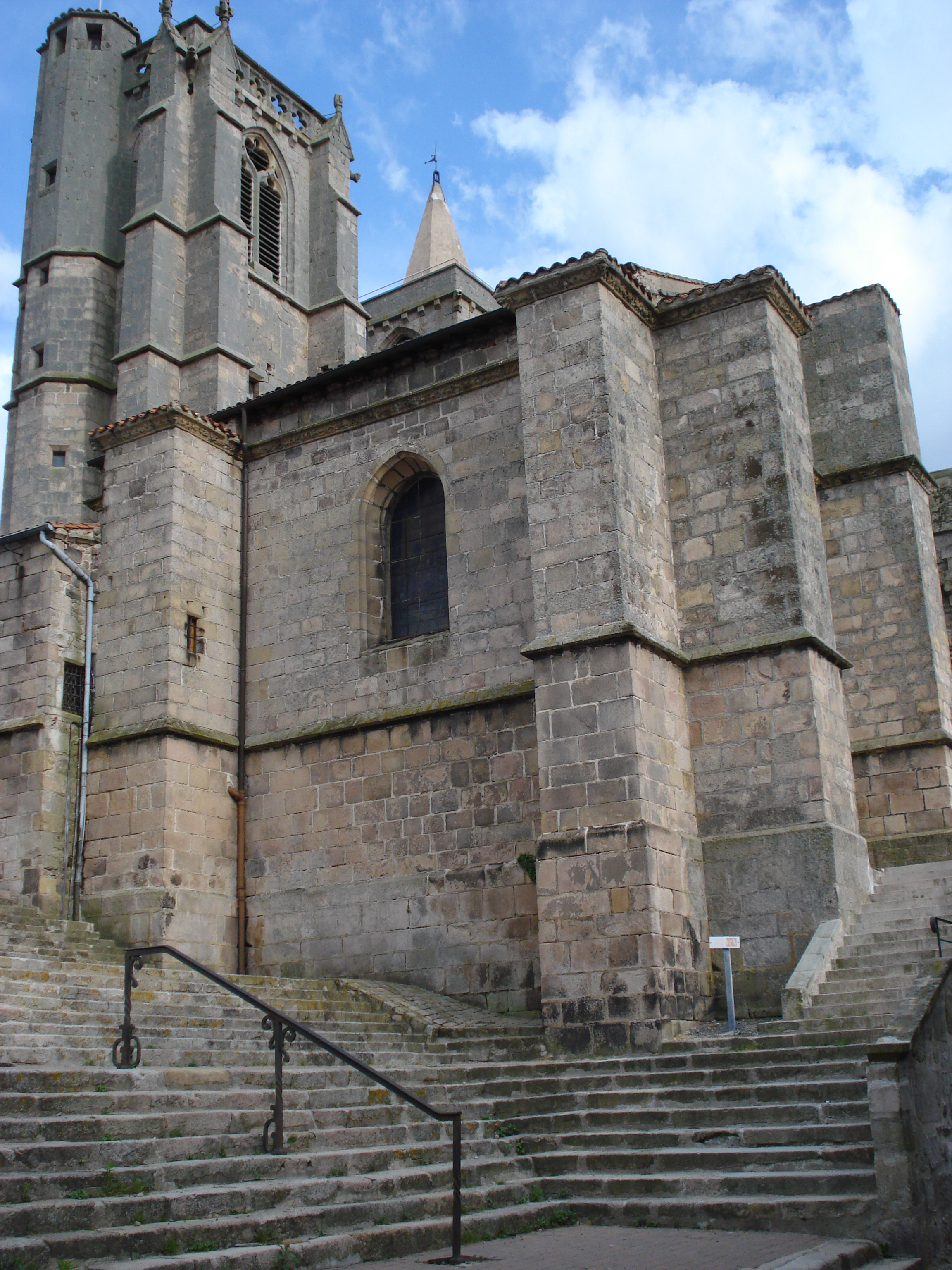
教堂楼梯
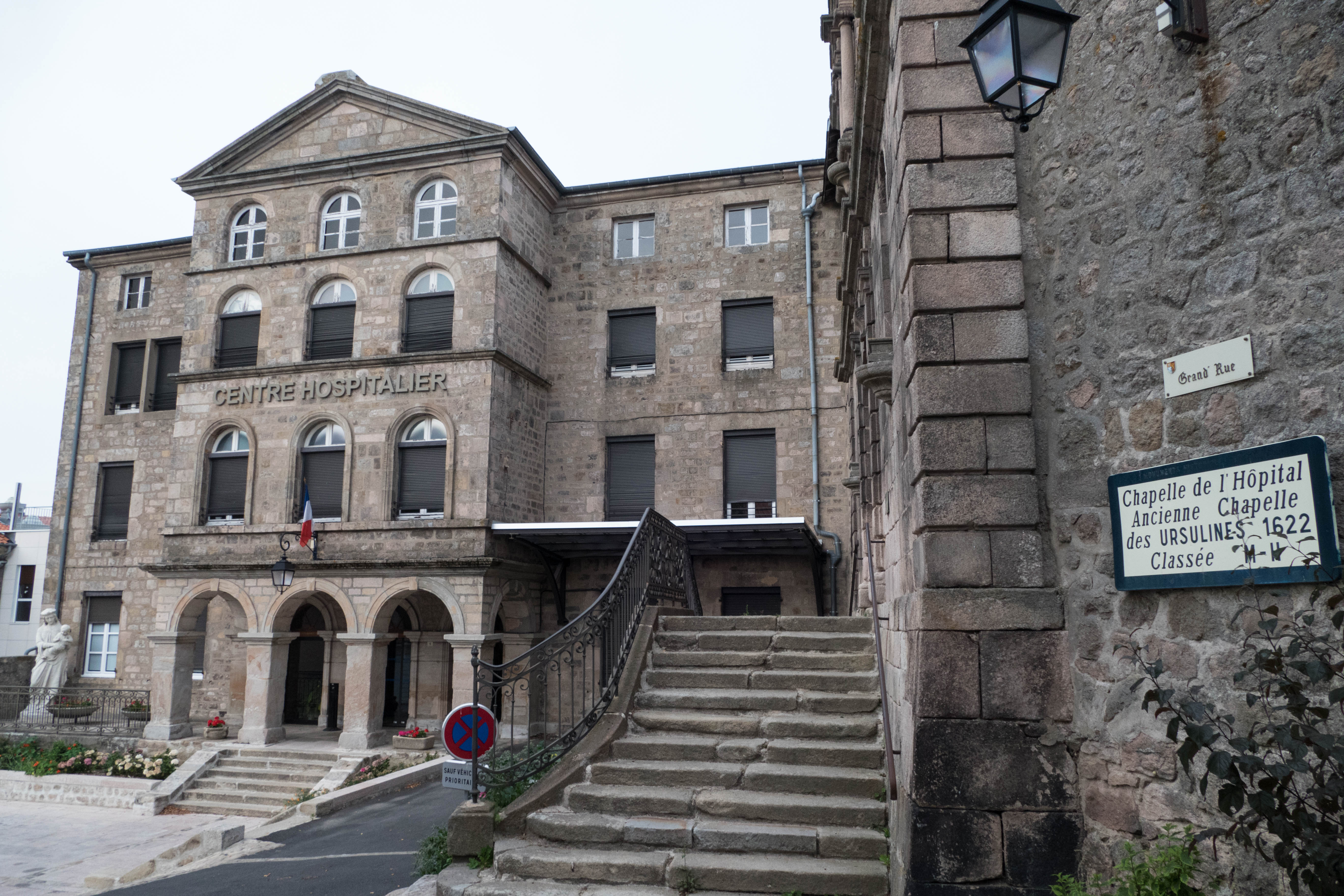
乌尔苏拉会堂
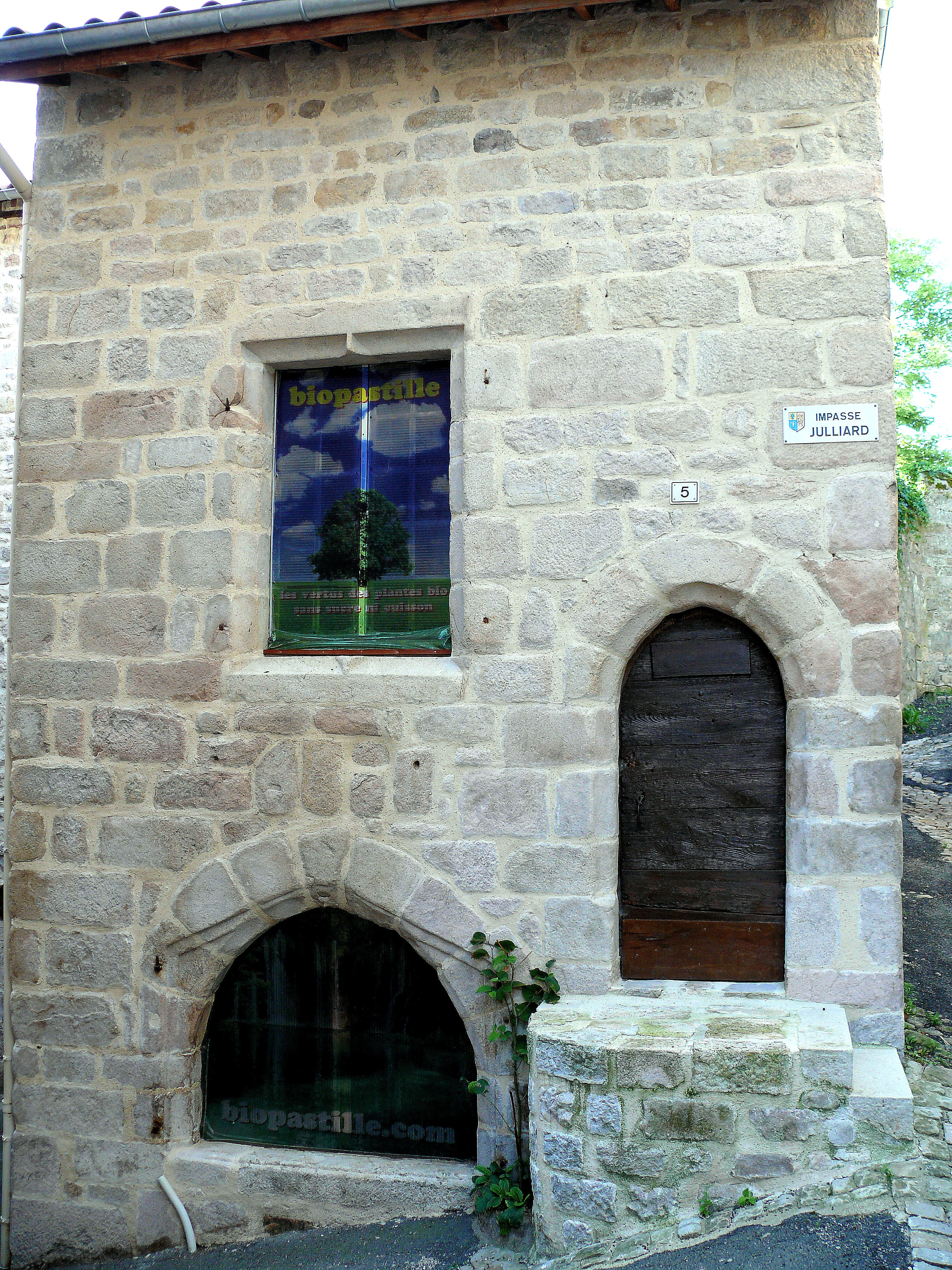
十五世纪建筑
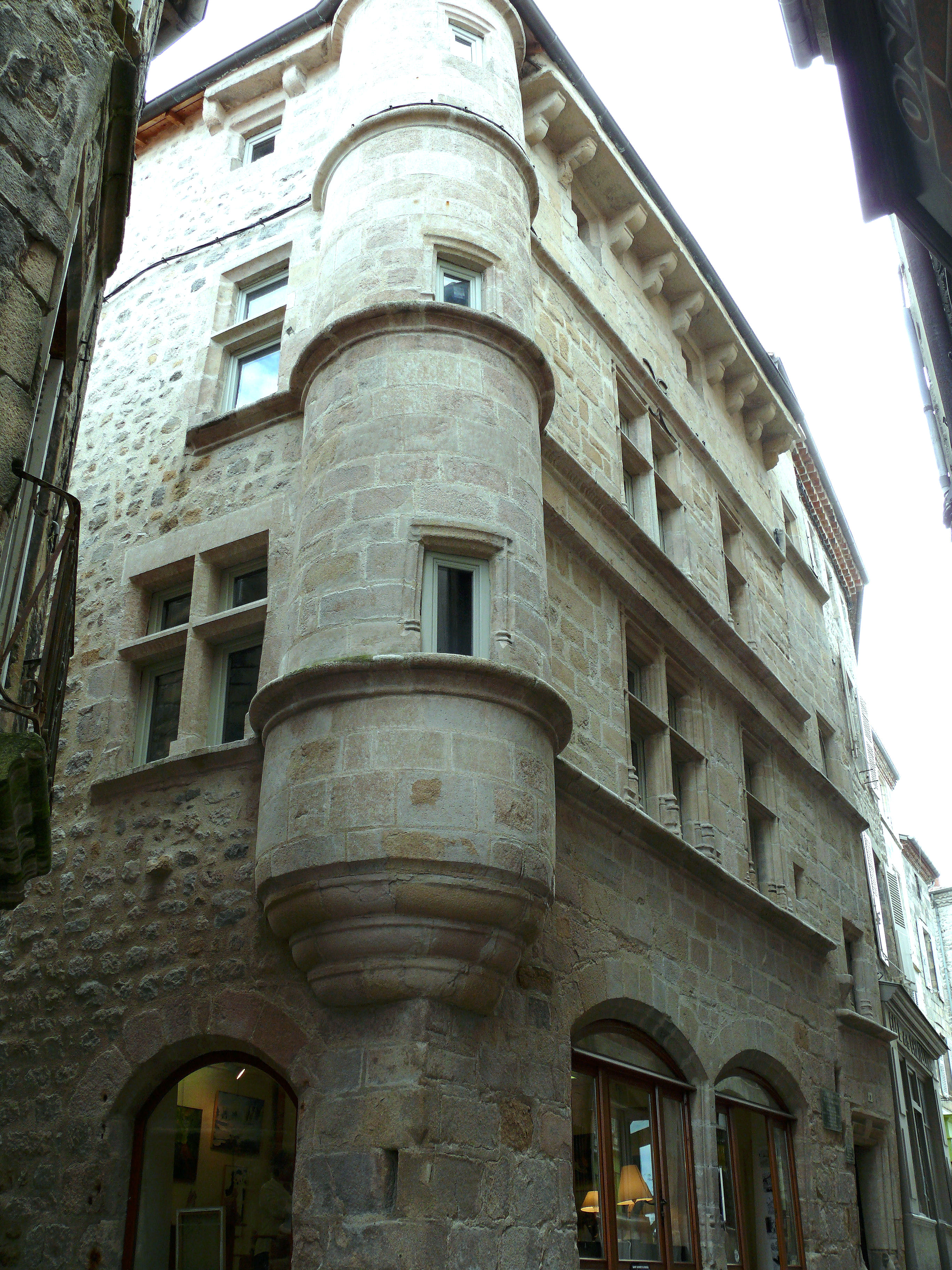
迪皮大楼
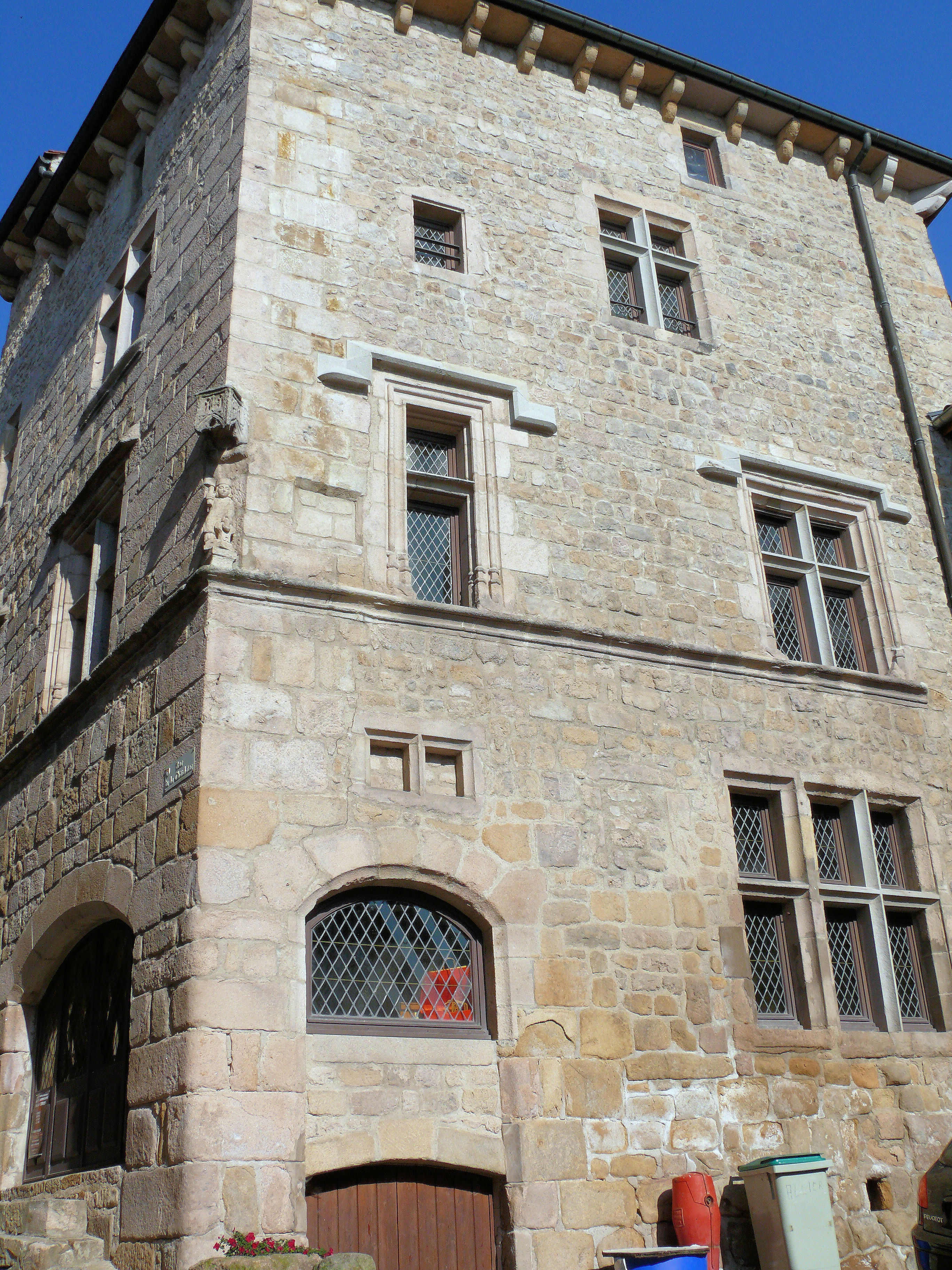
埃皮纳克大楼
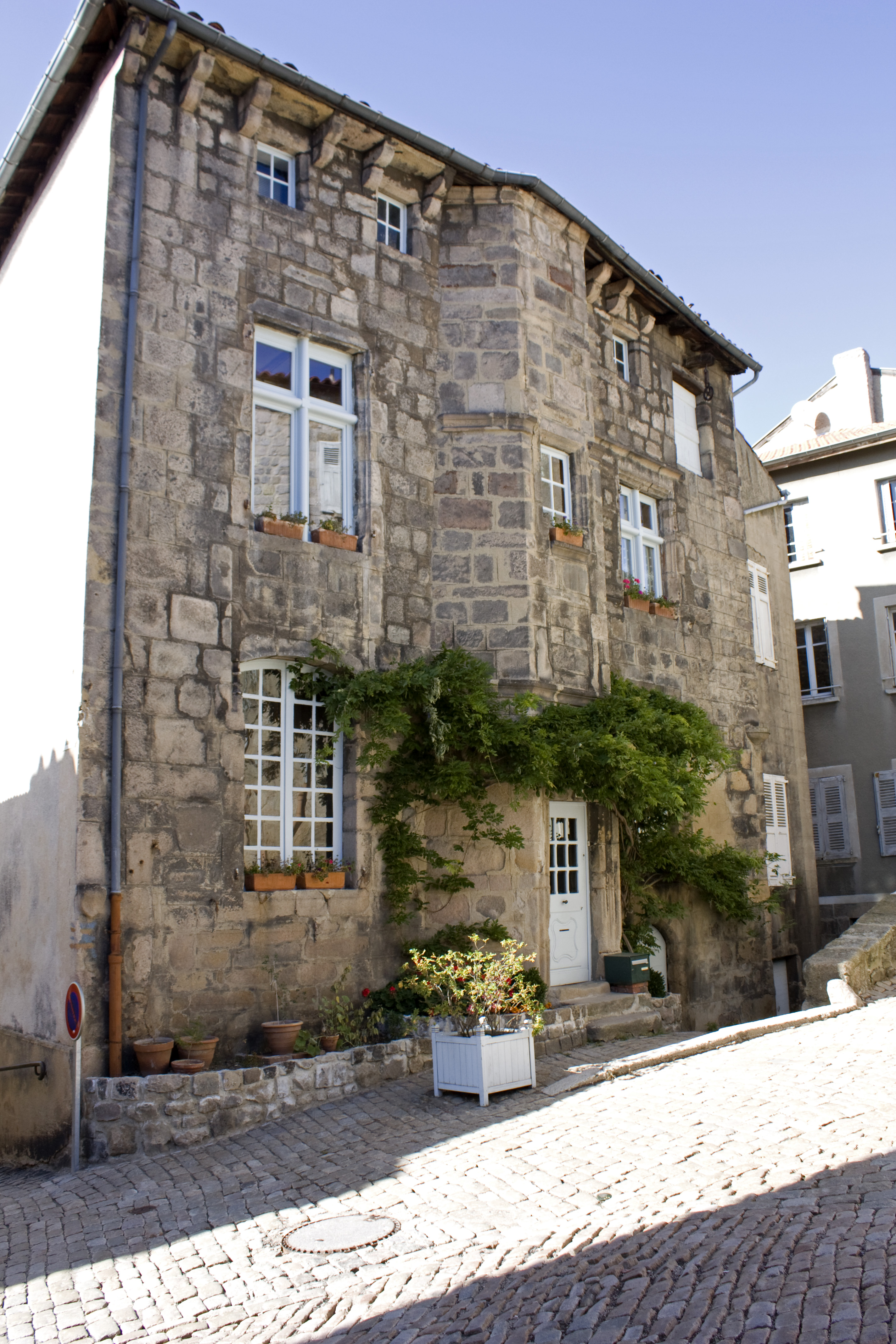
民居
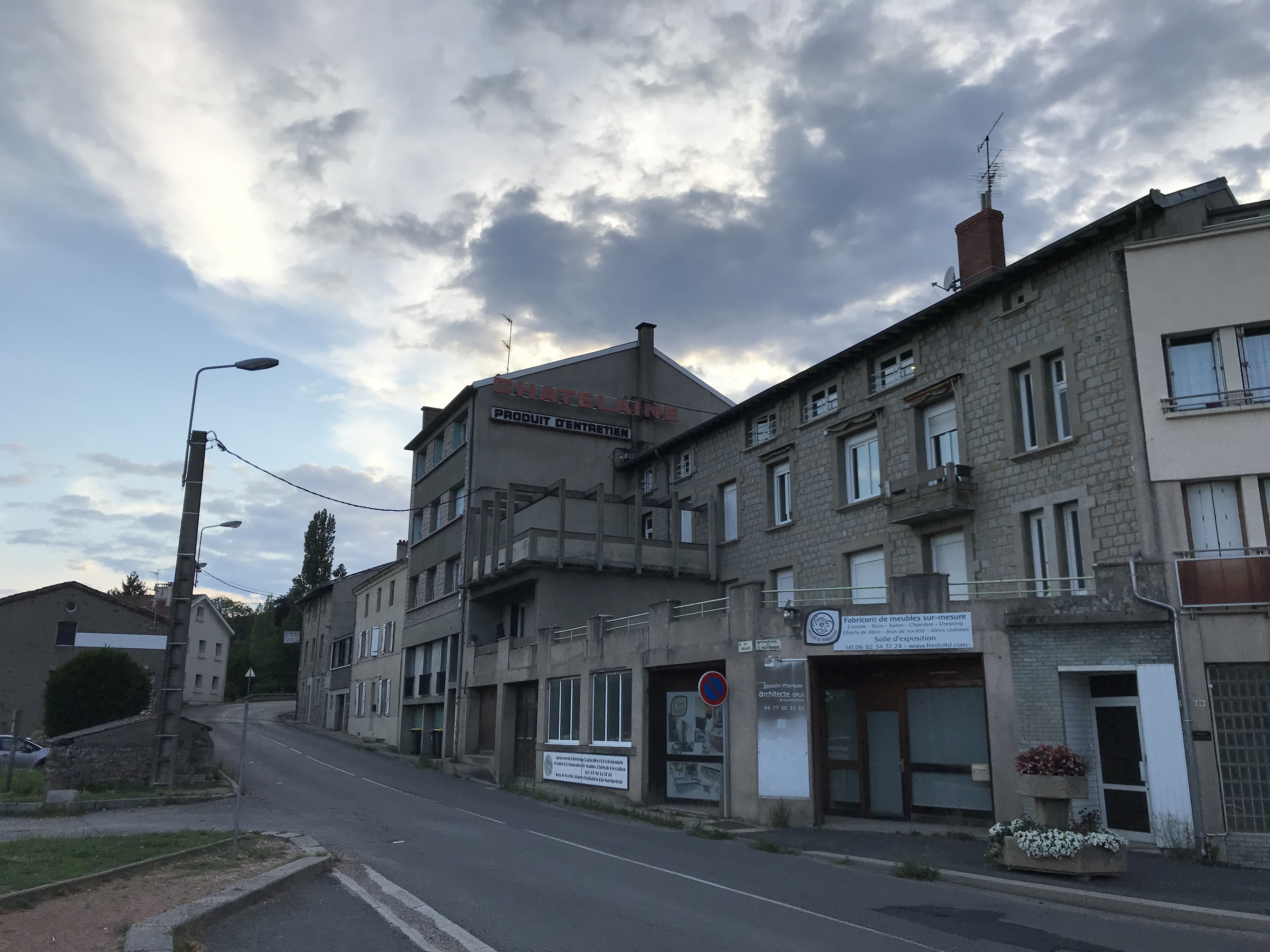
一处废弃的酒店

### 旅游
圣博内堡的旅游事务由其所属的卢瓦尔-福雷城市圈公共社区负责。2021年，圣博内堡境内共有1家酒店共计17间房间；另有1个露营地，可容纳共54辆露营车。

### 媒体
法国主要的媒体均可在圣博内堡接收，法国电视三台下属的奥弗涅-罗讷-阿尔卑斯大区频道在部分时段播出圣博内堡所属区域的地方新闻。《进步报》、蓝色法兰西圣艾蒂安广播、Scoop广播、卢瓦尔省电视台等为当地主要的地方性媒体。

## 友好城市
截至2022年8月，圣博内堡共与一座城市互为友好城市关系：
- 英格兰 毕晓普斯沃尔瑟姆